# Wysoczino
Wysoczino (ros. Высочино) – wieś w Rosji, w obwodzie rostowskim, w rejonie azowskim. W 2010 liczyła 737 mieszkańców.